# Czerwonyj Kut (obwód czerkaski)
Czerwonyj Kut (ukr. Червоний Кут) – wieś na Ukrainie, w obwodzie czerkaskim, w rejonie humańskim, w hromadzie Buky. W 2001 liczyła 1457 mieszkańców, spośród których 1435 wskazało jako ojczysty język ukraiński, 16 rosyjski, 2 białoruski, a 4 inny.